# Фошки
Фо́шки — село у Путильській селищній громаді Вижницького району Чернівецької області України. Населення становить 417 осіб.

## Географія
На південно-східній околиці села бере початок струмок Фошке, правий доплив Путилки.

## Походження назви
Назва села походить від фамілії перших поселенців території, які називались Фошками.

## Населення

### Мова
Розподіл населення за рідною мовою за даними перепису 2001 року:
| Мова       | Кількість | Відсоток |
| ---------- | --------- | -------- |
| українська | 416       | 99.76%   |
| російська  | 1         | 0.24%    |
| Усього     | 417       | 100%     |

## Відомі люди
- Михайло Поляк — український педагог, історик-краєзнавець, публіцист, член НСЖУ (1992), видавець, громадсько-політичний діяч.